# 艾哈迈德·雅尼国际机场

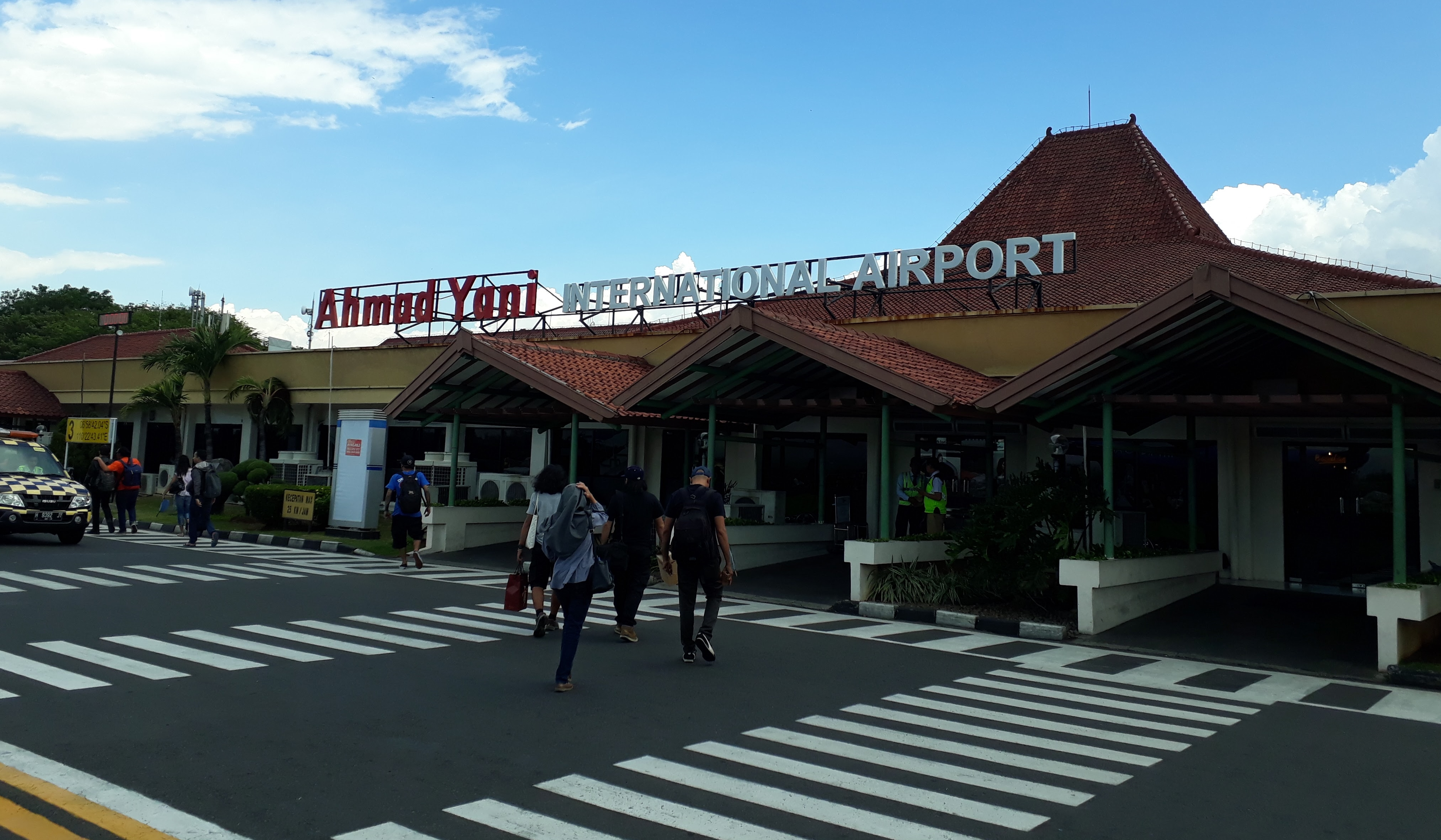
老航站楼

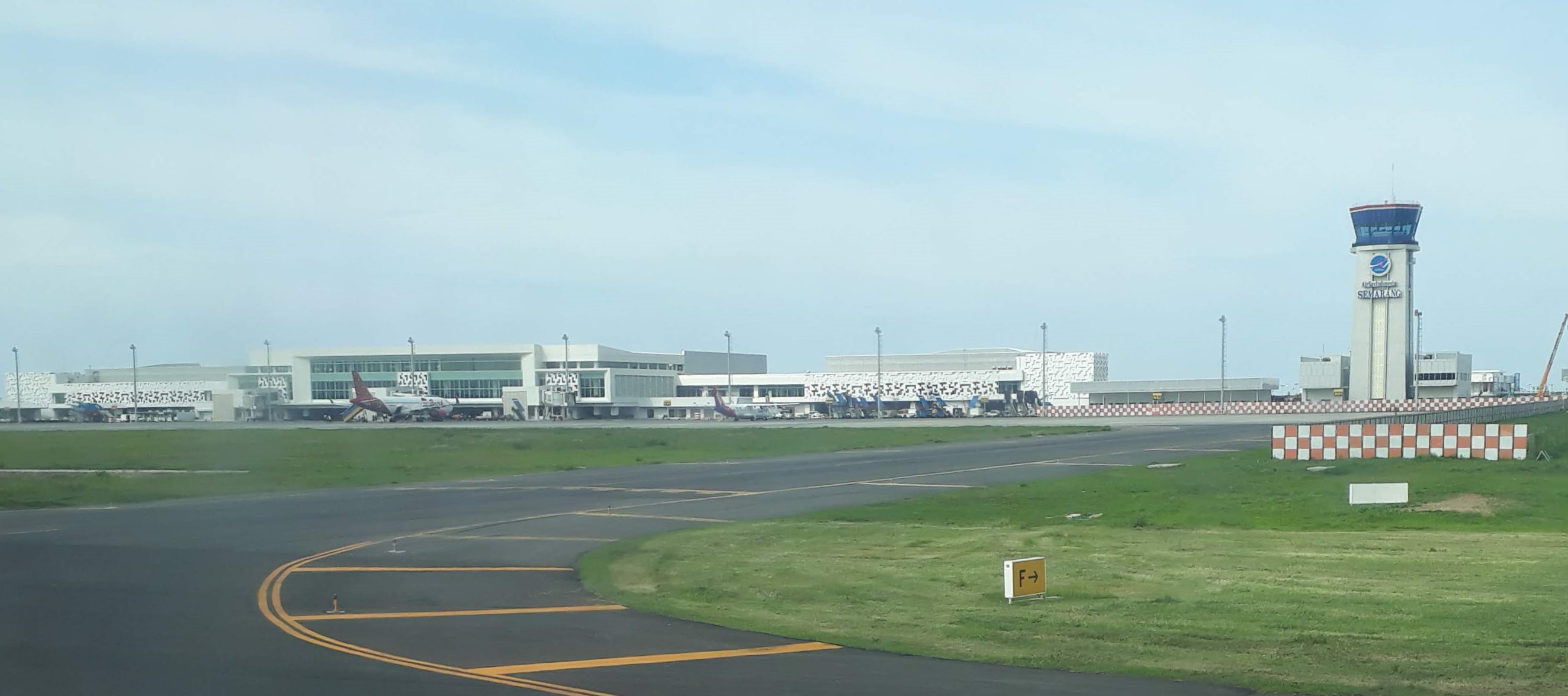
新航站楼及塔台

艾哈迈德·雅尼国际机场是印度尼西亚中爪哇省三宝垄的一座机场。机场以印度尼西亚民族英雄艾哈迈德·雅尼命名，他是印尼的一名军官，在九三〇事件中殉职。艾哈迈德·雅尼国际机场是世界上旅客增长速度最快的机场之一，原是印度尼西亚国民军的一个军事基地，因所在地区而称为“卡里班腾空军基地”（Kalibanteng），1966年开通商业航班，2004年8月嘉鲁达印尼航空开通了首班飞往新加坡的国际航班。目前机场由印尼交通部下属的国有企业第一机场经营公司管理。2018年6月7日，印尼总统佐科·维多多为机场的新航站楼主持开幕。

## 历史
艾哈迈德·雅尼国际机场原是印度尼西亚国民军的一个空军基地，1966年8月31日印尼空军参谋部、陆军参谋部和交通部签署共同法令，开放商业航班。1995年10月1日，机场交由第一机场经营公司管理，彻底转变为民用商业机场。
2004年机场扩建，跑道从1,850米延长到2,600米，可以容纳波音767、空客320等飞机起降。2004年8月10日，交通部发布第64号令，艾哈迈德·雅尼机场升格为国际机场，首班国际航线飞往新加坡。但是由于经济衰退，嘉鲁达印尼航空运营的三宝垄－新加坡航线最终关停。2009年11月，巴达维亚航空复航三宝垄－新加坡航线。巴达维亚航空在2013年1月30日申请破产，该航线随即停止运营。目前，亚洲航空、印尼亚洲航空和胜安航空经营三宝垄飞往新加坡以及吉隆坡的航线。
2014年6月17日，第一机场经营公司与军方签署协议，向军方提供三十年的使用权并实施扩建工程，同日新航站楼奠基。2018年6月6日，新航站楼对公众开放，面积58,652平方米，是老航站楼的10倍大，拥有6座廊桥，老航站楼移交给军方使用。新航站楼建设在沼泽上，使用环保材料建设。

## 航空公司和目的地

### 客运
| 航空公司       | 目的地                                                         |
| -------------- | -------------------------------------------------------------- |
| 亚洲航空       | 吉隆坡                                                         |
| 巴泽航空       | 雅加达-哈林、雅加达-苏哈                                       |
| 连城航空       | 马辰、雅加达-哈林、雅加达-苏哈、巨港 季节性：吉达经停海得拉巴1 |
| 嘉鲁达印尼航空 | 巴厘岛、雅加达-苏哈、泗水                                      |
| 印尼亚洲航空   | 雅加达-苏哈、新加坡                                            |
| 狮子航空       | 巴厘巴板、马辰、巴淡岛、雅加达、坤甸                           |
| 楠航空         | 万隆、巴厘岛、雅加达、吉打邦、庞卡兰布翁、泗水                 |
| 三佛齐航空     | 望加锡                                                         |
| 翎亞航空       | 万隆、庞卡兰布翁                                               |
| 特里嘎纳航空   | 庞卡兰布翁                                                     |
| 飞翼航空       | 万隆、巴厘岛、卡里摩爪哇群岛、庞卡兰布翁、泗水                 |
| 快速航空       | 马辰、巨港、桑皮特                                             |

^1  连城航空飞往吉达的航班要在海得拉巴拉吉夫·甘地国际机场经停，但是连航不能出售來往三宝垄和海得拉巴的機票。

### 货运
| 航空公司     | 目的地      |
| ------------ | ----------- |
| 我的印尼航空 | 雅加达-苏哈 |

## 事故
- 1981年5月1日，曼达拉航空一架维克斯子爵（注册号PK-RVN）在降落时冲出跑道，右舷和前起落架严重损毁。[8]
- 1992年10月18日，马巴提努山塔拉航空5601航班（英语：Merpati Nusantara Airlines Flight 5601）一架CN-235运输机（注册号PK-MNN）运行三宝垄飞往万隆航班时，在帕潘达扬火山坠毁并爆炸起火，27名乘客和4名机组成员罹难。这次事故是CN-235运输机出过最严重的事故。
- 1994年11月30日，马巴提努山塔拉航空（英语：Merpati Nusantara Airlines）一架福克F28（注册号PK-GKU）运行自苏加诺-哈达国际机场飞来的航班，在三宝垄降落时因大雨冲出跑道并掉进沟里，断成三截，全部85名乘员都幸存。
- 2016年12月25日，飞翼航空IW1896航班一架ATR 72-600（注册号PK-WGW）在降落时弹起，右主起落架向内折叠，导致飞机向右转向，最终停在D滑行道右侧，68名乘客和4名机组成员全部幸存。